# USB Type-C
USB Type-C или USB-C (читается: ю-эс-би тайп си или ю-эс-би — си) — спецификация USB для универсального компактного двухстороннего 24-контактного разъёма для USB-устройств и USB-кабелей.
Спецификация разъёма USB Type-C версии 1.0 опубликована форумом разработчиков USB в августе 2014 года. Была разработана в то же время, что и спецификация USB 3.1.
Разъём USB Type-C могут иметь периферийные устройства и компьютеры. USB Type-C является новым поколением относительно разъёмов и кабелей типа A и B предыдущих стандартов USB. В отличие от предыдущих версий, разъём USB-C симметричен по горизонтали и подключается к устройству любой стороной.
Использование разъёма USB Type-C не гарантирует, что устройство реализует высокоскоростной стандарт USB 3.1 Gen1/Gen2 или протокол USB Power Delivery.

## Спецификации
24-контактный двухсторонний разъём является достаточно компактным, близким по размерам к разъёмам Micro-B стандарта USB 2.0. Размеры разъёма — 8,4 мм на 2,6 мм.
Разъём использует четыре пары контактов для питания и заземления, две дифференциальные пары D+/D− для передачи данных на скоростях High-Speed (в кабеле USB Type-C подключена только одна из пар), четыре дифференциальные пары для передачи высокоскоростных сигналов SuperSpeed, два вспомогательных контакта (sideband), два контакта конфигурации для определения ориентации кабеля, выделенный канал конфигурационных данных (кодирование BMC — biphase-mark code) и контакт питания +5 V для активных кабелей.
Подключение ранее выпущенных устройств к компьютеру с разъёмом USB Type-C потребует кабеля или адаптера со штекером или разъёмом типа A или B на одном конце, и штекером USB Type-C — на другом конце. Стандартом не допускаются адаптеры с разъёмом USB Type-C, поскольку их использование могло бы создать «множество неправильных и потенциально опасных» комбинаций кабелей.
Кабель USB 3.1 с двумя штекерами USB-C на концах должен соответствовать спецификации — содержать проводник, быть активным, иметь чип электронной идентификации, перечисляющий идентификаторы функций в зависимости от конфигурации канала и сообщения, определяемый вендором (VDM) из спецификации USB Power Delivery 2.0. Разъём USB Type-C поддерживает шины питания с током в 1,5 А или 3 А при напряжении 5 В в дополнении к основному питанию. Источник питания должен уведомлять об увеличении тока через конфигурационный канал либо поддерживать спецификацию USB Power Delivery через конфигурационный контакт (кодирование BMC) или более старые сигналы, кодируемые как BFSK через контакт VBUS. Кабель USB 2.0, не поддерживающий шину SuperSpeed, не содержит чипа электронной идентификации, если только не может передавать ток 5 А.

## Альтернативные режимы
Разъём USB Type-C также поддерживает альтернативные режимы (англ. alternate mode), когда контакты передают данные по другим протоколам:
1. Альтернативный режим DisplayPort — опубликован VESA в сентябре 2014 года, поддерживает стандарт DisplayPort 1.3[11];
2. Альтернативный режим Mobile High-Definition Link (MHL) — анонсирован в ноябре 2014 года[12], поддерживает стандарт MHL 1.0-3.0 и superMHL[8][13];
3. Альтернативный режим Thunderbolt — поддержка стандарта Thunderbolt 3[14][15][16][17];
4. Альтернативный режим HDMI — объявлен в сентябре 2016 года[18][19][20][21], поддерживает HDMI 1.4b.

Для реализации альтернативных режимов DisplayPort и HDMI используется кабель-переходник на вилку своего физического интерфейса. Для режимов MHL и Thunderbolt (20Gbps) используется стандартный Type-C кабель; высокоскоростной режим Thunderbolt 3 (40 Гбит/с), как и высокомощные режимы USB Power Delivery 2.0, требует специальных кабелей, маркированных электронным чипом как совместимые.
Для работы съёмных кабелей в альтернативном режиме могут использоваться четыре высокоскоростные (SuperSpeed) пары и два контакта Sideband. В случае док-станций, съёмных устройств и несъёмных (постоянных) кабелей можно также использовать два контакта D+/D- и один конфигурационный контакт. Режимы настраиваются через конфигурационный контакт с использованием сообщений, определяемых вендором (VDM).
Не все альтернативные режимы реализуются в каждом устройстве с разъёмом USB Type-C; поддерживаемые альтернативные режимы обозначаются соответствующими логотипами рядом с разъёмом.
Изучается возможность использования этого разъёма другими последовательными высокоскоростными протоколами, например PCI Express и Base-T Ethernet.

## Цоколёвкиразъёма и кабеля

### Цоколёвки разъёма
| A1       | GND  | Заземление                                             | B12 | GND  | Заземление                                             |
| A2       | TX1+ | SuperSpeed дифференциальная пара #1, передача+         | B11 | RX1+ | SuperSpeed дифференциальная пара #2, прием+            |
| A3       | TX1- | SuperSpeed дифференциальная пара #1, передача-         | B10 | RX1- | SuperSpeed дифференциальная пара #2, прием-            |
| A4       | VBUS | Плюс питания                                           | B9  | VBUS | Плюс питания                                           |
| A5       | CC1  | Конфигурирующий канал (или согласующий)                | B8  | SBU2 | Дополнительный канал (Sideband)                        |
| A6       | D+   | High-Speed дифференциальная пара, положение 1, данные+ | B7  | D-   | High-Speed дифференциальная пара, положение 2, данные- |
| A7       | D-   | High-Speed дифференциальная пара, положение 1, данные- | B6  | D+   | High-Speed дифференциальная пара, положение 2, данные+ |
| A8       | SBU1 | Дополнительный канал (Sideband)                        | B5  | CC2  | Конфигурирующий канал (или согласующий)                |
| A9       | VBUS | Плюс питания                                           | B4  | VBUS | Плюс питания                                           |
| A10      | RX2- | SuperSpeed дифференциальная пара #4, прием-            | B3  | TX2- | SuperSpeed дифференциальная пара #3, передача-         |
| A11      | RX2+ | SuperSpeed дифференциальная пара #4, прием+            | B2  | TX2+ | SuperSpeed дифференциальная пара #3, передача+         |
| A12      | GND  | Заземление                                             | B1  | GND  | Заземление                                             |
| 1. 2. 3. |      |                                                        |     |      |                                                        |

### Цоколёвки кабеля
| Разъём № 1 кабеля Type-C                                   | Разъём № 1 кабеля Type-C | Кабель Type-C            | Кабель Type-C         | Кабель Type-C                                     | Разъём № 2 кабеля Type-C | Разъём № 2 кабеля Type-C |
| Контакт                                                    | Название                 | Цвет оболочки проводника | Название              | Описание                                          | Контакт                  | Название                 |
| ---------------------------------------------------------- | ------------------------ | ------------------------ | --------------------- | ------------------------------------------------- | ------------------------ | ------------------------ |
| Оплётка                                                    | Экран                    | Оплётка кабеля           | Экран                 | Внешняя оплётка кабеля                            | Оплётка                  | Экран                    |
| A1, B1, A12, B12                                           | GND                      | Лужёный                  | GND_PWRrt1 GND_PWRrt2 | Общая земля                                       | A1, B1, A12, B12         | GND                      |
| A4, B4, A9, B9                                             | VBUS                     | Красный                  | PWR_VBUS1 PWR_VBUS2   | VBUS питание                                      | A4, B4, A9, B9           | VBUS                     |
| B5                                                         | VCONN                    | Жёлтый                   | PWR_VCONN             | VCONN питание                                     | B5                       | VCONN                    |
| A5                                                         | CC                       | Синий                    | CC                    | Канал конфигурирования                            | A5                       | CC                       |
| A6                                                         | Dp1                      | Зелёный                  | UTP_Dp                | Неэкранированная витая пара, positive             | A6                       | Dp1                      |
| A7                                                         | Dn1                      | Белый                    | UTP_Dn                | Неэкранированная витая пара, negative             | A7                       | Dn1                      |
| A8                                                         | SBU1                     | Красный                  | SBU_A                 | Альтернативное использование A                    | B8                       | SBU2                     |
| B8                                                         | SBU2                     | Чёрный                   | SBU_B                 | Альтернативное использование B                    | A8                       | SBU1                     |
| A2                                                         | SSTXp1                   | Жёлтый *                 | SDPp1                 | Экранированная дифференциальная пара #1, positive | B11                      | SSRXp1                   |
| A3                                                         | SSTXn1                   | Коричневый *             | SDPn1                 | Экранированная дифференциальная пара #1, negative | B10                      | SSRXn1                   |
| B11                                                        | SSRXp1                   | Зелёный *                | SDPp2                 | Экранированная дифференциальная пара #2, positive | A2                       | SSTXp1                   |
| B10                                                        | SSRXn1                   | Оранжевый *              | SDPn2                 | Экранированная дифференциальная пара #2, negative | A3                       | SSTXn1                   |
| B2                                                         | SSTXp2                   | Белый *                  | SDPp3                 | Экранированная дифференциальная пара #3, positive | A11                      | SSRXp2                   |
| B3                                                         | SSTXn2                   | Чёрный *                 | SDPn3                 | Экранированная дифференциальная пара #3, negative | A10                      | SSRXn2                   |
| A11                                                        | SSRXp2                   | Красный *                | SDPp4                 | Экранированная дифференциальная пара #4, positive | B2                       | SSTXp2                   |
| A10                                                        | SSRXn2                   | Синий *                  | SDPn4                 | Экранированная дифференциальная пара #4, negative | B3                       | SSTXn2                   |
| * Цвета для оболочки проводников не установлены стандартом |                          |                          |                       |                                                   |                          |                          |

## Поддержка в программном обеспечении
- Linux поддерживает USB 3.0 с версии ядра 2.6.31 и USB 3.1 начиная с ядра версии 4.6.
- Apple MacOS поддерживает USB 3.1, USB Type-C, альтернативные режимы и USB Power Delivery[24].
- Microsoft Windows 10 и Microsoft Windows 10 для мобильных устройств поддерживают USB 3.1, USB Type-C, альтернативные режимы, USB Power Delivery, аудиоаксессуары и USB «Dual Role»[25][26]. В обновлениях к Microsoft Windows 8.1 была добавлена поддержка USB Type-C[27].
- Google Android 6 Marshmallow поддерживает USB 3.1 и USB Type-C[28].
- Google Chrome OS поддерживает USB 3.1 и USB Type-C, начиная с Chromebook Pixel 2015 и поддерживает альтернативные режимы и USB Power Delivery[29].

## Аппаратная поддержка
Постепенно увеличивается ассортимент материнских плат, ноутбуков, планшетов, смартфонов, жёстких дисков, USB-концентраторов и других устройств, выпущенных после 2014 года, поддерживающих разъём USB Type-C.
Нестандартные кабели со штекером USB Type-C на одном конце и гнездом стандарта A или Micro-B на другом некорректно соединяют конфигурационные каналы (CC) через 10-кОм подтягивающий резистор к шине питания вместо установленного в спецификации 56-кОм резистора. В результате устройство, подключённое к кабелю, некорректно определяет допустимую мощность, что приводит к некорректной работе с рядом продуктов, включая продукцию Apple и Google, а в ряде случаев повреждает источник питания, концентратор или USB-порт компьютера.
Некоторые производители, в том числе Apple, не маркируют разъём USB Type-C, что усложняет подбор совместимой периферии.

## Государственная поддержка
Европейский союз обязал производителей смартфонов, планшетов, ридеров, наушников, фотоаппаратов, видеокамер, гарнитур, портативных консолей, Bluetooth-колонок перейти на USB Type-C как единый порт для зарядных проводных устройств до 28 декабря 2024 года. Весной 2026 года эта норма распространится и на ноутбуки